# Eutolype vernalis
Eutolype vernalis là một loài bướm đêm trong họ Noctuidae.